# WEリーグ加盟を目指すクラブ
WEリーグ加盟を目指すクラブは、公式で将来的にWEリーグ参戦を表明しているなでしこリーグや地域リーグ又は都道府県リーグに所属するサッカークラブの一覧。

## なでしこリーグ1部所属
- オルカ鴨川FC（千葉県鴨川市）公式サイトのクラブ概要にて「WEリーグに参入できるチームを目指して活動を続けています」と記載[1]。
- スフィーダ世田谷FC（東京都世田谷区）公式サイト内、2021年10月6日付のニュースにて「一歩一歩WEリーグを目指す歩みを続けていく」と記載[2]。
- 静岡SSUボニータ（静岡県磐田市） 公式サイト内のチーム情報にて2024年「.WEリーグ」参入を目指すと記載[3]。
- 朝日インテック・ラブリッジ名古屋（愛知県名古屋市） 公式サイト内の代表挨拶にて「WEリーグ加盟を将来的な目標」と記載[4]。
- 伊賀FCくノ一三重（三重県伊賀市） 公式サイト内の代表挨拶内にて「WEリーグに参入すべくチャレンジする」と記載[5]。
- ヴィアマテラス宮崎（宮崎県）　公式サイト内のクラブ概要・ビジョンにて、5年後のプロリーグ参入を目指すと記載[6]。

## なでしこリーグ2部所属
- バニーズ群馬FCホワイトスター（群馬県前橋市） 公式サイト内の代表挨拶にて「近い将来にはWEリーグに参入し」と記載[7]。
- 大和シルフィード（神奈川県大和市）　公式サイト内の2021シーズントップチーム始動に際してのご挨拶内にて「WEリーグ加入を目指す上で」と記載[8]。
- FCふじざくら山梨（山梨県南都留郡鳴沢村）公式サイト内の2021年9月7日付のNews内にて「将来的なWEリーグ入りを目指しており」と記載[9]。
- ディオッサ出雲FC（島根県出雲市）出雲市のHPにて「.WEリーグ参入をめざす地元の女子サッカーチーム「ディオッサ出雲FC」を支援しています。」と記載[10]。ディオッサ出雲FCを支援する島根ダイハツのHPにて「2027年にはいよいよ、WEリーグ（プロリーグ）目指し」と記載[11]。

## 地域リーグ所属
北海道女子サッカーリーグ
- 北海道リラ・コンサドーレ（北海道札幌市）

公式サイト内、2024.09/15付のお知らせ・2024年 北海道リラ・コンサドーレ セレクションにて、「「なでしこリーグ、WEリーグ」参入を目指すと共に」と記載。
関東女子サッカーリーグ
- つくばFCレディース（1部・茨城県つくば市）公式サイトのファンクラブ会員にて「将来のJリーグ・WEリーグ入りを目指す推進力として」、「つくばにJリーグとWEリーグ参入チームを誕生させましょう！」と記載[13]。

関西女子サッカーリーグ
- SASAYURI FC SHIGA（旧 FC BASARA甲賀レディース）（1部・滋賀県甲賀市）2023年12月07日付公式Xにて「滋賀県にWEリーグを」と記載[14]。クラウドファンディングサービスのREADYFORにて「2030年にWEリーグへ参入を目指しています。」とも記載[15]。公式サイト内にも「「SASAYURI FC SHIGA」 は　WE.リーグ　を目指して2024年に「FC　BASARA甲賀レディース」から改名しました！」と記載[16]。
- KYOTO TANGO QUEENS（1部・京都府京丹後市）クラブ公式Facebookの自己紹介にて「京都の京丹後市にあるWEリーグ参入を目指す女子サッカークラブです。」と記載[17]。

中国女子サッカーリーグ
- レノファ山口FCレディース（山口県）公式サイト内の雇用サポート企業募集にて、「「WEリーグ」を目指す我々の理念に共感し」と記載[18]。

九州女子サッカーリーグ
- 福岡J・アンクラス（1部・福岡県福岡市）公式サイト内の2021年9月15日付のお知らせにて「福岡からWE LEAGUEへ」と記載[19]。
- 水俣ユニオンフットボールウイメン（2部・熊本県水俣市）公式サイト内のHOME画面にて「5年後のWEリーグを目指してこれから戦っていきます」と記載[20]。

## 都道府県リーグ所属
佐賀県女子サッカーリーグ
- みやきなでしこクラブ（1部・佐賀県三養基郡みやき町）公式サイト内のCLUB概要にて「WEリーグのトップリーグに参入を目指しています」記載[21]。NHK佐賀放送局のただいま佐賀WEB特集の記事にて「国内最高峰の「WE（ウィー）リーグ」参入を目指す」記載[22]。

鹿児島県女子サッカーリーグ
- MIGOCARISA鹿児島（１部・鹿児島県）公式サイト内のクラブ概要にて「鹿児島からWEリーグを」と記載[23]。

## その他・新規創設
2024年6月東京都女子5部リーグ参入
- NISHI SATOアローレレディース（東京都）アローレ八王子スポーツクラブ公式HPの2024.03.01付のNEWSにて、「将来のWEリーグ参入を目指すサッカー女子トップチームを創設します」と記載[24]。

新設
- ザスパ群馬レディース（群馬県太田市）ザスパ群馬レディース公式Twiiterにて、「群馬県2部からWEリーグ参入を目指します」と記載。